# Nokere Koerse 2019
La 74.ª edición de la clásica ciclista Nokere Koerse fue una carrera en Bélgica que se celebró el 20 de marzo de 2019 sobre un recorrido de 195,6 kilómetros con inicio en el municipio de Deinze y final en la ciudad de Nokere.
La carrera formó parte del UCI Europe Tour 2019, dentro de la categoría 1.HC. El vencedor fue el neerlandés Cees Bol del Sunweb seguido del alemán Pascal Ackermann del Bora-Hansgrohe y el belga Jasper Philipsen del UAE Emirates.

## Equipos participantes
Tomaron parte en la carrera 25 equipos: 9 de categoría UCI WorldTeam; 15 de categoría Profesional Continental; y 1 de categoría Continental. Formando así un pelotón de 168 ciclistas de los que acabaron 143. Los equipos participantes fueron:
| WorldTeams (9)- Deceuninck-Quick Step - Bora-hansgrohe - CCC Team - Lotto Soudal - Katusha-Alpecin - Sky - Team Sunweb - Trek-Segafredo - UAE Team Emirates Equipos continentales profesionales (15)- Androni Giocattoli-Sidermec - Cofidis, Solutions Crédits - Corendon-Circus - Delko-Marseille Provence - Direct Énergie - Hagens Berman Axeon - Israel Cycling Academy - Nippo Vini Fantini Faizanè - Riwal Readynez - Roompot-Charles - Sport Vlaanderen-Baloise - Arkéa-Samsic - Vital Concept-B&B Hotels - Wallonie Bruxelles - Wanty-Groupe Gobert Equipo continental- Tarteletto-Isorex |
| |

## Clasificación final
- Las clasificaciones finalizaron de la siguiente forma:[3]

| \| Clasificación general \| Clasificación general \| Clasificación general \| Clasificación general \| Clasificación general \| \| Ciclista \| Ciclista \| Equipo \| Tiempo \| \| \| --------------------- \| --------------------- \| -------------------------- \| --------------------- \| --------------------- \| \| 1.º \| Cees Bol \| Team Sunweb \| 4 h 32 min 37 s \| \| \| 2.º \| Pascal Ackermann \| Bora-Hansgrohe \| + 0 s \| \| \| 3.º \| Jasper Philipsen \| UAE Team Emirates \| + 0 s \| \| \| 4.º \| Boy van Poppel \| Roompot-Charles \| + 0 s \| \| \| 5.º \| Hugo Hofstetter \| Cofidis, Solutions Crédits \| + 0 s \| \| \| 6.º \| Jonas Van Genechten \| Vital Concept-B&B Hotels \| + 0 s \| \| \| 7.º \| Justin Jules \| Wallonie Bruxelles \| + 0 s \| \| \| 8.º \| Bram Welten \| Arkéa-Samsic \| + 0 s \| \| \| 9.º \| Jens Debusschere \| Katusha-Alpecin \| + 0 s \| \| \| 10.º \| Lawrence Naesen \| Lotto-Soudal \| + 0 s \| \| |                     |                            |                 |
| |                     |                            |                 |
| Fuente: ProCyclingStats |                     |                            |                 |
| Clasificación general |                     |                            |                 |
| Ciclista | Ciclista            | Equipo                     | Tiempo          |
| 1.º | Cees Bol            | Team Sunweb                | 4 h 32 min 37 s |
| 2.º | Pascal Ackermann    | Bora-Hansgrohe             | + 0 s           |
| 3.º | Jasper Philipsen    | UAE Team Emirates          | + 0 s           |
| 4.º | Boy van Poppel      | Roompot-Charles            | + 0 s           |
| 5.º | Hugo Hofstetter     | Cofidis, Solutions Crédits | + 0 s           |
| 6.º | Jonas Van Genechten | Vital Concept-B&B Hotels   | + 0 s           |
| 7.º | Justin Jules        | Wallonie Bruxelles         | + 0 s           |
| 8.º | Bram Welten         | Arkéa-Samsic               | + 0 s           |
| 9.º | Jens Debusschere    | Katusha-Alpecin            | + 0 s           |
| 10.º | Lawrence Naesen     | Lotto-Soudal               | + 0 s           |

## UCI World Ranking
La Nokere Koerse otorgó puntos para el UCI World Ranking para corredores de los equipos en las categorías UCI WorldTeam, Profesional Continental y Equipos Continentales. Las siguientes tablas son el baremo de puntuación y los 10 corredores que obtuvieron más puntos:
| Posición              | 1.º | 2.º | 3.º | 4.º | 5.º | 6.º | 7.º | 8.º | 9.º | 10.º | 11.º | 12.º | 13.º | 14.º | 15.º | 16.º-30.º | 31.º-40.º |
| Clasificación general | 200 | 150 | 125 | 100 | 85  | 70  | 60  | 50  | 40  | 35   | 30   | 25   | 20   | 15   | 10   | 5         | 3         |

| Clasificación |                     |                            |         |
| Posición      | Ciclista            | Equipo                     | General |
| ------------- | ------------------- | -------------------------- | ------- |
| 1.º           | Cees Bol            | Sunweb                     | 200     |
| 2.º           | Pascal Ackermann    | Bora-Hansgrohe             | 150     |
| 3.º           | Jasper Philipsen    | UAE Emirates               | 125     |
| 4.º           | Boy van Poppel      | Roompot-Charles            | 100     |
| 5.º           | Hugo Hofstetter     | Cofidis, Solutions Crédits | 85      |
| 6.º           | Jonas Van Genechten | Vital Concept-B&B Hotels   | 70      |
| 7.º           | Justin Jules        | Wallonie Bruxelles         | 60      |
| 8.º           | Bram Welten         | Arkéa Samsic               | 50      |
| 9.º           | Jens Debusschere    | Katusha-Alpecin            | 40      |
| 10.º          | Lawrence Naesen     | Lotto Soudal               | 35      |